# Centris jujuyana
Centris jujuyana là một loài Hymenoptera trong họ Apidae. Loài này được Roig-Alsina mô tả khoa học năm 2000.